# Listskapania
Listskapania (Scapania parvifolia) är en levermossart som beskrevs av Warnst.. Listskapania ingår i släktet skapanior, och familjen Scapaniaceae. Arten är reproducerande i Sverige.